# Ivan Ulaga
Ivan Ulaga – Vrhovski Anzek, slovenski ljudski godec, kapelnik in partizan, *9. januar 1910, Velik Vrh na Svetini, † 20. januar 1995, Slovenj Gradec.

## Življenje in delo
Ivan Ulaga, po domače Vrhovski Anzek, se je rodil kot drugi izmed dvanajstih otrok očetu Janezu in materi Mariji, rojeni Bezgovšek. Polovica otrok je umrla za špansko gripo kmalu po rojstvu. Ivana so že od rojstva dalje klicali za Anzeka, kar je domača različica krstnega imena Janez. 
Otroštvo je preživel ob poslušanju glasbe, saj se je z njo ukvarjal že njegov dedek Jože Ulaga, ki je pri laški pihalni godbi igral bas, prav tako pa je pri laški godbi igral Ivanov oče Janez, in sicer klarinet. Ko Ivan še ni hodil v šolo, se je že naučil igrati na nekaj instrumentov, najbolje pa je tudi njemu šlo igranje klarineta. 
Pri osmih letih je začel obiskovati šolo na Svetini. Po osnovni šoli je obiskoval cerkveno orglarsko šolo pri Karlu Brvarju v Celju, a je hitro odnehal in z očetom raje igral na svatbah. Leta 1924 je oče Janez na Svetini ustanovil godbo, v kateri je igral tudi štirinajstletni Ivan. V svojih dvajsetih letih je služil vojsko v Varaždinu in igral v vojaški pihalni godbi. V svojih tridesetih letih se je z glasbo že težko preživljal, zato se je zaposlil v laški pivovarni, pozneje pa v rudniku na Pečovju, kjer je ustanovil »knapovsko godbo«. 
Godcem s Svetine je okupator  med drugo svetovno vojno prizanesel z mobilizacijo, ker je bil svetinski župan Himmer, ki je simpatiziral z Nemci, velik navdušenec nad svetinsko godbo. Ivan se je leta 1944 pridružil partizanom Kozjanskega odreda. Na pobudo komandanta Marjana Jerina je Ivan ustanovil partizansko godbo na pihala ter jo združil z godbo XIV. divizije. 
Po vojni je dobil Ivan priložnost postati poklicni vojaški glasbenik, vendar je delo zavrnil ter se vrnil na Svetino, kjer se je leta 1951 poročil z Marico Videc. Imela sta štiri otroke – Ivanko, Ivana, Marinko in Marjana. Najprej se je zaposlil v laškem premogovniku, nato pa je do upokojitve upravljal delo cestarja med Štorami in Celjem. 
Leta 1968 je pomagal ustanoviti šentjursko godbo na pihala in bil šest let njen dirigent. Sodeloval je še v laški, štorovski, kalobški in svetinski godbi. Pokopan je na Svetini.

## V spomin
Ulaga je vse svoje življenje dvakrat tedensko pešačil s Svetine v 12 kilometrov oddaljeno Laško na vaje. Med njegovimi prijatelji ter domačini je tako vzklila ideja o pohodni poti, ki jo imenujejo Anzekova pot.